# GCompris
GCompris é um programa educativo de código aberto, disponível sob a licença GNU General Public License, que foi lançado em 2000 pelo engenheiro de software francês Bruno Coudoin. É composto por 107 atividades lúdicas, dirigido às crianças entre os 2 e 10 anos de idade. e incluído em vários sistemas educacionais.
As versões para Linux e Mac OS X são gratuitas. A versão para Windows existe em duas modalidades, uma gratuita em crippleware a qual permite utilizar apenas algumas das atividades, e outra que custa 9€ com todas as atividades disponíveis. Segundo o autor, as restrições da versão gratuita para Windows e a versão paga visam incentivar a utilização do GNU/Linux.
Desde o seu lançamento, o programa contou com a participação voluntária de outros programadores, tradutores e do feedback de professores.[carece de fontes?]
Em 24 de Maio de 2003 venceu na categoria "programas educativos" no concurso internacional de programas livres.

## Polémicas
Em março de 2009, o programa foi alvo de polémica em Portugal devido aos erros de ortografia, sintaxe e gramática, encontrados nas instruções dos jogos pelo deputado José Paulo Areia de Carvalho. O programa foi incorporado no sistema operativo Linux Caixa Mágica Mag que foi distribuído no computador portátil Magalhães, no âmbito do programa e-escolinha, às crianças do ensino básico. De acordo com a Caixa Mágica e o tradutor da primeira versão para português, deveu-se a falha humana. O programador e gestor dos lançamentos do GCompris, Bruno Coudoin, anunciou a atualização da tradução na versão 8.4.9 feita pelos voluntários da equipa de tradução portuguesa do projeto GNOME, Duarte Loreto e António Lima, pedindo desculpa às crianças e professores pelos problemas causados.